# Сукновци
Сукновци су насељено мјесто у сјеверној Далмацији. Припадају општини Промина у Шибенско-книнској жупанији, Република Хрватска.

## Географија
Налазе се око 2 км сјевероисточно од Оклаја.

## Историја
Насеље се до територијалне реорганизације у Хрватској налазило у саставу некадашње велике општине Дрниш. Сукновци се од распада Југославије до августа 1995. године налазили у Републици Српској Крајини.

## Становништво
Према попису из 1900. године, насеље Сукновци је имало 403 становника, од чега 374 Хрвата и 29 Срба.
Према попису из 1948. године, насеље Сукновци је имало 443 становника, од чега 403 Хрвата и 40 Срба.
Према попису из 1991. године, насеље Сукновци је имало 162 становника, од чега 153 Хрвата, 6 Срба, 2 Југословена и 1 осталог. Према попису становништва из 2001. године, Сукновци су имали 101 становника. Према попису становништва из 2011. године, насеље Сукновци је имало 67 становника.
| Демографија | Демографија | Демографија |
| Година      | Становника  | Становника  |
| ----------- | ----------- | ----------- |
| 1961.       | 454         |             |
| 1971.       | 393         |             |
| 1981.       | 276         |             |
| 1991.       | 162         |             |
| 2001.       | 101         |             |
| 2011.       |             | 67          |

### Презимена
- Ковачевић — Православци
- Новак — Православци
- Баре — Римокатолици
- Панџа — Римокатолици
- Цота — Римокатолици
- Дујић — Римокатолици
- Коњевић — Римокатолици
- Диздар — Римокатолици
- Чавка — Римокатолици
- Биланџија — Римокатолици